# فيكتور باتش
فيكتور باتش (بالفرنسية: Victor Basch)‏ فيلسوف فرنسي من أصل هنغاري - يهودي، ترأس وشارك في تأسيس الرابطة الفرنسية لحقوق الإنسان.